# Moontrap - Destinazione Terra
Moontrap - Destinazione Terra (Moontrap), talvolta citato anche come Moon Trap - Destinazione Terra, è un film fantascientifico con alcuni elementi horror del 1989, diretto da Robert Dyke ed interpretato da Walter Koenig (Star Trek) e Bruce Campbell (La casa). In Italia, come negli USA, è uscito direttamente in videocassetta.

## Trama
Il 20 luglio 1969, durante l'ultima fase della missione Apollo 11 sulla Luna, mentre il Modulo Lunare Apollo sta decollando, un occhio robotico emerge dal suolo lunare osservandone l'ascesa e subito dopo si nasconde nuovamente.
Alcuni decenni dopo lo Space Shuttle Camelot durante una missione scopre un'astronave abbandonata in orbita attorno alla Terra. Il comandante della missione, il colonnello Jason Grant, per indagare attracca l'astronave, in cui poi trova una capsula simile ad un baccello bruno-rossastro e un cadavere umano mummificato. Entrambi i reperti vengono portati sulla Terra, dove vengono analizzati e datati a circa 14000 anni prima. Gli scienziati trovano anche tracce di polvere di suolo lunare su entrambi i reperti.
Lasciata incustodita in laboratorio, la capsula si attiva e prende vita, costruendo attorno a sé un corpo cibernetico utilizzando l'antico cadavere e tutti gli oggetti che riesce a reperire nel laboratorio. Il cyborg così creato inizia a muoversi uccidendo un tecnico del laboratorio e ingaggiando uno scontro a fuoco con le guardie di sicurezza, venendo infine distrutto da Grant con un colpo di fucile alla testa.
Utilizzando l'ultima navicella spaziale Apollo da poco costruita, Grant e il collega Ray Tanner si dirigono sulla Luna per una missione di ricerca e distruzione. Una volta atterrati, nei pressi del cratere Prometeo scoprono le rovine di un'antica civiltà umana dove rinvengono una gran quantità di scheletri umani e un sarcofago contenente una ragazza in animazione sospesa che, una volta risvegliata, si identifica in un modo rudimentale con il nome di Mera. Quando i due astronauti chiedono informazioni la ragazza chiama gli ovuli robotici Kaalium. Vengono poco dopo attaccati da un ragno robotico Kaalium e dopo essersi difesi fanno ritorno al modulo di atterraggio con Mera, ma si scopre che i Kaalium hanno rubato il modulo di atterraggio e hanno abbattuto il modulo di comando, lasciando gli astronauti bloccati sulla Luna. Nei successivi attacchi del Kaalium Tanner viene ucciso, mentre Grant e Mera sono fatti prigionieri dai Kaalium e vengono portati in un'astronave, che decolla diretta verso la Terra. Poco prima di venire uccisi Grant si libera, salvando Mera.
Nel frattempo lo Space Shuttle Intrepid è lanciato nello spazio per intercettare la nave aliena in avvicinamento. Grant e Mera cercano la sala di controllo dove ritrovano il modulo di atterraggio, che è stato modificato dai macchinari robotizzati lì presenti. Grant suppone che il modulo sia stato l'ultimo pezzo di equipaggiamento di cui i Kaalium avevano bisogno per completare la loro nave e ne avvia la sequenza di autodistruzione. Mentre si difendono dall'attacco di un altro cyborg Kaalium, Grant scopre di poter usare la sua pistola come propulsione e sfruttando una falla nello scafo esce con Mera dall'astronave, che dopo non molto esplode.
Tempo dopo, Grant e Mera sono una coppia che vive felicemente sulla Terra. Mera, avendo imparato a parlare inglese, spiega che era stata messa in stasi per avvertire gli altri circa il pericolo rappresentato dai Kaalium. Grant le dice che non deve più preoccuparsi e che è tutto finito. Tuttavia, uno dei baccelli è sopravvissuto all'esplosione ed utilizzando i rottami si prepara a costruire un nuovo corpo.
Durante i titoli di coda in un breve clip audio si sente la telefonata tra Grant e un ufficiale della NASA sulla possibilità di eventuali residui che potrebbero cadere sulla Terra a seguito dell'esplosione della nave. Il funzionario nega la possibilità e assicura a Grant che tutto ciò che potrebbe raggiungere l'atmosfera terrestre ne verrebbe incenerito.

## Critica
Secondo Fantafilm "l'idea di partenza è abbastanza originale [...], ma la sceneggiatura subito esagera e tra guerre ancestrali, civiltà scomparse, bellezze millenarie e legioni di robot-killer alieni, finisce per mettere assieme un pasticcio colossale."

## Seguito
L'idea di un sequel è stata ripresa nel 2014 e un seguito, ad oggi intitolato Moontrap: Target Earth (Moontrap: Obiettivo Terra), è uscito nel 2017.